# تشارلز إم. روبنسون
تشارلز إم. روبنسون (بالإنجليزية: Charles M. Robinson)‏ هو مهندس معماري أمريكي، ولد في 3 مارس 1867 في هاميلتون في الولايات المتحدة، وتوفي في 20 أغسطس 1932 في نورفولك في الولايات المتحدة.